# Louis Joseph Gantois
Louis Joseph Gantois (Bergen, 16 februari 1787 - Brussel, 4 januari 1864) was een militair ten dienste van het Eerste Franse Keizerrijk, het Verenigd Koninkrijk der Nederlanden en het Koninkrijk der Nederlanden.

## Biografie

### Familie
Louis Joseph Gantois was de zoon van Hubert Joseph Gantois, handelaar, gerechtsdeurwaarder en gemeenteraadslid van Bergen, Jeanne Joseph Gossart. Hij was een oom van de generaals Omer Ablaÿ, Jules Ablaÿ en Narcisse Ablaÿ. Hij was een neef van generaal 
Zijn zus was de moeder van de generaals Omer, Jules en Narcisse Ablay.

### Loopbaan
Op 17 maart 1806 trad Gantois in dienst van het Franse Keizerrijk bij de jagers te paard van de Keizerlijke Garde. Hij nam deel aan de Pruisische campagnes van 1806 en 1807 en raakte gewond door twee geweerschoten in zijn linkerarm tijdens de Slag bij Eylau. Hij vocht in de Spaanse campagnes van 1808 en 1809 en raakte opnieuw gewond, deze keer door een sabelhouw tijdens de Slag bij Benavente. Vervolgens nam hij deel aan de Duitse veldtocht van 1809 en aan de campagnes in Spanje en Portugal van 1810 en 1811, de Spaanse campagnes van 1812 en 1813 en in de Franse veldtocht van 1814.
Op 12 februari 1809 werd hij benoemd tot onderluitenant bij het 14e regiment dragonders, op 2 maart 1811 werd hij bevorderd tot luitenant en op 1 december 1813 tot kapitein.
Op 10 maart 1815 verliet hij eervol de Franse dienst en trad op 25 maart toe tot het leger van het Verenigd Koninkrijk der Nederlanden als kapitein bij het regiment kurassiers. In 1818, terwijl hij gestationeerd was in Brugge, raakte Gantois betrokken bij een sabelduel tegen de Brugse handelaar A. Mathys.
Op 19 februari 1819 werd hij benoemd tot kapitein 1e klasse bij de oprichting van het regiment lansiers. Op 16 april 1830 werd hij bevorderd tot majoor.
Op 23 september 1830, tijdens de voorhoede van de intocht in Brussel, werd hij in de borst geschoten en brak hij zijn linkerarm. Ondanks deze verwondingen bleef hij loyaal aan de Nederlandse koning en nam hij deel aan de campagnes van 1830-1831 en van 1832-1834. Hij werd op 17 april 1835 bevorderd tot luitenant-kolonel, op 22 oktober 1836 benoemd tot commandant van het 1e regiment lansiers en op 28 november 1840 gepromoveerd tot kolonel.
Op 8 oktober 1840 werd hij benoemd tot adjudant van koning Willem II der Nederlanden.
Hij werd op 26 oktober 1843 door de koning met pensioen gestuurd.